# Institut für angewandtes Stoffstrommanagement
Das Institut für angewandtes Stoffstrommanagement (IfaS) ist ein 2001 gegründetes In-Institut der Hochschule Trier am Standort Umwelt-Campus Birkenfeld in Neubrücke. Es hat sich zum Ziel gesetzt, die Theorie des Stoffstrommanagement in praxisnahen Projekten zur Optimierung von regionalen und betrieblichen Stoffströmen umzusetzen.
Seit seiner Gründung ist das IfaS auf mehr als 50 Mitarbeiter und etwa ebenso viele studentische Hilfskräfte angewachsen. Projekte werden vor allem in Deutschland aber auch europaweit sowie in Asien, Südamerika und Afrika durchgeführt.

## Arbeitsschwerpunkte
Ausgehend von der Idee des Stoffstrommanagements und vor dem Hintergrund der Notwendigkeit einer nachhaltigen Entwicklung arbeitet das IfaS vornehmlich zu den Themen Zero Emission-Village (ZEV), regionales Stoffstrommanagement (verknüpft mit dem Bereich regionale Wertschöpfung), Stoffstrommanagement in der Abfallwirtschaft und Unternehmenskompetenznetzwerken.

## Studiengänge
Neben der Projektarbeit steht das Angebot zweier Masterprogramme (IMAT-Masterstudiengänge) im Bereich Stoffstrommanagement im Zentrum. Beide Master werden in englischer Sprache gelehrt, bei einem der beiden Programme handelt es sich um einen dualen Master, der in Kooperation mit der Ritsumeikan Asia Pacific University in Beppu (Japan) angeboten wird.

## Personal
Mit Mitarbeitern aus der Volksrepublik China, der Türkei, Kolumbien, Polen, Russland und Deutschland ist das IfaS international besetzt. Mit dem Institutsleiter Peter Heck eingeschlossen decken insgesamt 9 Professoren aus unterschiedlichen Bereichen sowie Mitarbeiter aus den Feldern Ingenieurwesen, Betriebswirtschaftslehre, Wirtschaftsrecht, Forstwirtschaft, Agrarwissenschaften, Biologie und Kulturwissenschaft die akademische Bandbreite ab.

## Organigramm

IfaS – Organigramm – Q1/2012